# Hans Werner Richter
Hans Werner Richter, född 12 november 1908 i Neu Sallenthin på ön Usedom, Kejsardömet Tyskland, död 23 mars 1993 i München, Tyskland var en tysk författare. Han var mindre känd för sina egna verk, men fick ett internationellt genomslag som initiativtagare till och drivande kraft bakom den tyskspråkiga författarsammanslutningen Gruppe 47.
Som krigsfånge i USA var Richter med om att grunda tidskriften Ruf, som inledde den kulturella återuppbyggnaden i Västtyskland.
Richters romaner, Die Geschlagenen (1949), Sie fielen aus Gottes Hand (1951), Blinder Alarm, Geschichten aus Bansin (1970) med flera, är starkt politiskt engagerade och ofta självbiografiska.
1979 tilldelades han Förbundsrepubliken Tysklands förtjänstorden.